# ایکس-۴۲پاپ-آپر استیج
ایکس-۴۲پاپ-آپر استیج در  پروژه فضای نظامی آمریکا ساخته‌است. و هیچ عکس یا مشخصاتی از آن در دسترس نیست.